# Broke (série télévisée)
Pour les articles homonymes, voir Broke.
Broke est une série télévisée américaine en treize épisodes de 21 minutes créée par Alex Herschlag, diffusée entre le 2 avril et le 25 juin 2020 sur le réseau CBS et en simultané sur le réseau Global au Canada.
Cette série est inédite dans tous les pays francophones.

## Distribution

### Acteurs principaux
- Jaime Camil : Javier, le mari gâté mais sympathique d'Elizabeth et le beau-frère de Jackie
- Pauley Perrette : Jackie Dixon, une mère célibataire qui travaille comme barmaid [4]
- Natasha Leggero (en) : Elizabeth, la sœur éloignée de Jackie et la femme de Javier
- Izzy Diaz : Luis Dominguez, l'ami et assistant de Javier
- Antonio Raul Corbo : Sammy, le fils de Jackie

### Acteurs récurrents
- Al Madrigal (en) : Derek, le gérant désagréable du bar où Jackie travaille
- Fred Stoller (en) : Keith, client régulier du bar
- Kyle Bornheimer : Barry, ex-mari de Jackie et père absent de Sammy

## Production
Le 6 mai 2020, la série est annulée.

## Épisodes
1. Pilot
2. Jobs
3. The Dance
4. Mom's Secret
5. Dates
6. Losing My Religion
7. Daddy Issues
8. Soccer
9. Barry's Back
10. Sammy's Project
11. Cinco De Mayo
12. The Test
13. Sammy's Party